# UAE Tour femminile 2025
L'UAE Tour femminile 2025, terza edizione della gara, valevole come terza prova dell'UCI Women's World Tour 2025, si svolse dal 6 al 9 febbraio 2025 su un percorso 539 km, suddiviso in 4 tappe, con partenza da Dubai ed arrivo ad Abu Dhabi, negli Emirati Arabi Uniti. La vittoria fu appannaggio dell'italiana Elisa Longo Borghini, la quale completò il percorso in 13h14'57", precedendo la connazionale Silvia Persico e la mauritiana Kimberley Le Court.
Sul traguardo di Abu Dhabi 111 cicliste, su 119 partite da Dubai, portarono a termine la competizione.

## Tappe
| Tappa  | Data       | Percorso               | km  | Vincitore di tappa   | Leader cl. generale  |
| ------ | ---------- | ---------------------- | --- | -------------------- | -------------------- |
| 1ª     | 6 febbraio | Dubai > Dubai          | 149 | Lorena Wiebes        | Lorena Wiebes        |
| 2ª     | 7 febbraio | Al Dhafra > Al Mirfa   | 111 | Lorena Wiebes        | Lorena Wiebes        |
| 3ª     | 8 febbraio | al-'Ayn > Jebel Hafeet | 152 | Elisa Longo Borghini | Elisa Longo Borghini |
| 4ª     | 9 febbraio | Abu Dhabi > Abu Dhabi  | 127 | Lorena Wiebes        | Elisa Longo Borghini |
| Totale | Totale     | Totale                 | 539 |                      |                      |

## Squadre e cicliste partecipanti
| N.    | Cod. | Squadra                    |
| ----- | ---- | -------------------------- |
| 1-6   | UAD  | UAE Team ADQ               |
| 11-16 | AGS  | AG Insurance-Soudal Team   |
| 21-26 | BPK  | BePink-Imatra-Bongioanni   |
| 31-36 | CSZ  | Canyon-SRAM Zondacrypto    |
| 41-46 | CTC  | Ceratizit Pro Cycling Team |
| 51-56 | CWT  | Cofidis Women Team         |
| 61-66 | EFO  | EF Education-Oatly         |
| 71-76 | TFS  | FDJ-Suez                   |
| 81-86 | FDC  | Fenix-Deceuninck           |
| 91-96 | HPH  | Human Powered Health       |

| N.      | Cod. | Squadra                     |
| ------- | ---- | --------------------------- |
| 101-106 | LKF  | Laboral Kutxa-Fund. Euskadi |
| 111-116 | LTK  | Lidl-Trek                   |
| 121-126 | LIV  | Liv AlUla Jayco             |
| 131-136 | MOV  | Movistar Team               |
| 141-146 | CGS  | Roland                      |
| 151-156 | AUB  | St Michel-P. Home-Auber93   |
| 161-166 | TPP  | Team Picnic PostNL          |
| 171-176 | SDW  | Team SD Worx-Protime        |
| 181-186 | TVL  | Team Visma-Lease a Bike     |
| 191-196 | UXM  | Uno-X Mobility              |

## Dettagli delle tappe

### 1ª tappa
- 6 febbraio: Dubai > Dubai – 149 km

Risultati
| Pos. | Corridore        | Squadra | Tempo    |
| ---- | ---------------- | ------- | -------- |
| 1    | Lorena Wiebes    | SD Worx | 3h57'37" |
| 2    | Charlotte Kool   | Picnic  | s.t.     |
| 3    | Nienke Veenhoven | Visma   | s.t.     |

| Pos. | Corridore        | Squadra | Tempo    |
| ---- | ---------------- | ------- | -------- |
| 1    | Lorena Wiebes    | SD Worx | 3h57'27" |
| 2    | Charlotte Kool   | Picnic  | a 4"     |
| 3    | Nienke Veenhoven | Visma   | a 6"     |

### 2ª tappa
- 7 febbraio: Al Dhafra > Al Mirfa – 111 km

Risultati
| Pos. | Corridore      | Squadra  | Tempo    |
| ---- | -------------- | -------- | -------- |
| 1    | Lorena Wiebes  | SD Worx  | 2h17'35" |
| 2    | Lily Williams  | Human P. | s.t.     |
| 3    | Lara Gillespie | UAE      | s.t.     |

| Pos. | Corridore      | Squadra  | Tempo    |
| ---- | -------------- | -------- | -------- |
| 1    | Lorena Wiebes  | SD Worx  | 6h14'52" |
| 2    | Lara Gillespie | UAE      | a 13"    |
| 3    | Lily Williams  | Human P. | a 14"    |

### 3ª tappa
- 8 febbraio: al-'Ayn > Jebel Hafeet – 152 km

Risultati
| Pos. | Corridore            | Squadra   | Tempo    |
| ---- | -------------------- | --------- | -------- |
| 1    | Elisa Longo Borghini | UAE       | 3h56'31" |
| 2    | Silvia Persico       | UAE       | a 35"    |
| 3    | Kimberley Le Court   | AG-Soudal | s.t.     |

| Pos. | Corridore            | Squadra   | Tempo     |
| ---- | -------------------- | --------- | --------- |
| 1    | Elisa Longo Borghini | UAE       | 10h11'29" |
| 2    | Silvia Persico       | UAE       | a 2'09"   |
| 3    | Kimberley Le Court   | AG-Soudal | a 2'11"   |

### 4ª tappa
- 9 febbraio: Abu Dhabi > Abu Dhabi – 127 km

Risultati
| Pos. | Corridore         | Squadra   | Tempo    |
| ---- | ----------------- | --------- | -------- |
| 1    | Lorena Wiebes     | SD Worx   | 3h03'28" |
| 2    | Sara Fiorin       | Ceratizit | s.t.     |
| 3    | Amalie Dideriksen | Cofidis   | s.t.     |

| Pos. | Corridore            | Squadra   | Tempo     |
| ---- | -------------------- | --------- | --------- |
| 1    | Elisa Longo Borghini | UAE       | 13h14'57" |
| 2    | Silvia Persico       | UAE       | a 2'06"   |
| 3    | Kimberley Le Court   | AG-Soudal | a 2'08"   |

## Classifiche finali

### Classifica generale - Maglia rossa
| Pos. | Corridore             | Squadra   | Tempo     |
| ---- | --------------------- | --------- | --------- |
| 1    | Elisa Longo Borghini  | UAE       | 13h14'57" |
| 2    | Silvia Persico        | UAE       | a 2'06"   |
| 3    | Kimberley Le Court    | AG-Soudal | a 2'08"   |
| 4    | Monica Trinca Colonel | Liv AlUla | a 2'18"   |
| 5    | Karlijn Swinkels      | UAE       | a 3'02"   |
| 6    | Barbara Malcotti      | Human P.  | a 3'10"   |
| 7    | Antonia Niedermaier   | Canyon    | a 3'15"   |
| 8    | Katrine Aalerud       | Uno-X     | a 3'34"   |
| 9    | Mareille Meijering    | Movistar  | a 3'40"   |
| 10   | Pfeiffer Georgi       | Picnic    | a 3'42"   |

### Classifica a punti
| Pos. | Corridore            | Squadra | Punti |
| ---- | -------------------- | ------- | ----- |
| 1    | Lorena Wiebes        | SD Worx | 60    |
| 2    | Elisa Longo Borghini | UAE     | 42    |
| 3    | Lara Gillespie       | UAE     | 35    |
| 4    | Silvia Persico       | UAE     | 25    |
| 5    | Karlijn Swinkels     | UAE     | 20    |

### Classifica giovani
| Pos. | Corridore           | Squadra  | Tempo     |
| ---- | ------------------- | -------- | --------- |
| 1    | Antonia Niedermaier | Canyon   | 13h18'12" |
| 2    | Nienke Vinke        | Picnic   | a 47"     |
| 3    | Flora Perkins       | Fenix    | a 5'49"   |
| 4    | Lucía Ruiz Pérez    | Movistar | a 6'23"   |
| 5    | Julie De Wilde      | Fenix    | a 6'50"   |

### Classifica a squadre
| Pos. | Squadra                 | Tempo     |
| ---- | ----------------------- | --------- |
| 1    | UAE Team ADQ            | 39h49'01" |
| 2    | Liv AlUla Jayco         | a 12'27"  |
| 3    | Canyon-SRAM Zondacrypto | a 13'10"  |
| 4    | Human Powered Health    | a 16'32"  |
| 5    | AG Insurance-Soudal     | a 16'40"  |